# فورد ۱۹۵۵
فورد ۱۹۵۵ (انگلیسی: 1955 Ford) یک خودروی کلاسیک است که توسط شرکت خودروسازی فورد از سال ۱۹۵۵ تا ۱۹۵۶ تولید شد. این خودروی فول سایز بود که در چندین سبک بدنه از جمله سدان دو در، سدان چهار در، سقف سخت، کانورتیبل و واگن عرضه شد. طراحی فورد ۱۹۵۵ دوری از طرح‌های ساده و جعبه ای مدل‌های قبلی فورد بود. ظاهری براق و ساده با جلوپنجره کرومی متمایز و شیشه جلویی که در اطراف آن قرار گرفته بود. این خودرو همچنین نسبت به مدل‌های قبلی بلندتر، عریض‌تر و پایین‌تر بود و ظاهری مدرن‌تر و شیک‌تر به آن می‌داد.
در زیر کاپوت، فورد ۱۹۵۵ با موتورهای مختلفی از جمله یک موتور شش سیلندر خطی ۲۲۳ اینچ مکعبی و دو موتور V8، یک ۲۷۲ اینچ مکعبی و یک اینچ مکعبی ۲۹۲ اینچ مجهز بود. این خودرو همچنین یکی از اولین خودروهایی بود که سیستم الکتریکی ۱۲ ولتی را ارائه کرد که نسبت به سیستم قدیمی ۶ ولتی قدرتمندتر و کارآمدتر بود.
فورد ۱۹۵۵ در بین مصرف‌کنندگان محبوب بود و در تعداد زیادی فروخته می‌شد. از آن زمان این خودرو به یک خودروی کلاسیک تبدیل شده و مورد توجه کلکسیونرها و علاقه مندان قرار گرفته‌است. این خودرو همچنین تأثیر فرهنگی قابل توجهی داشت و در طی سال‌ها در فیلم‌ها، برنامه‌های تلویزیونی و آهنگ‌های مختلف به نمایش درآمد.